# هيروكي ماتسوبرا
هيروكي ماتسوبَرا (باليابانية: 松原 浩樹) (15 نوفمبر 1973 في كيوتو في اليابان – )؛ هو لاعب كرة قدم ياباني سابق كان يلعب كمهاج.

## وصلات خارجية
- هيروكي ماتسوبرا على موقع رابطة كرة القدم اليابانية للمحترفين (اليابانية)
- هيروكي ماتسوبرا على موقع عالم كرة القدم.نت (الإنجليزية)